# Zoe Apostolache Stoicescu

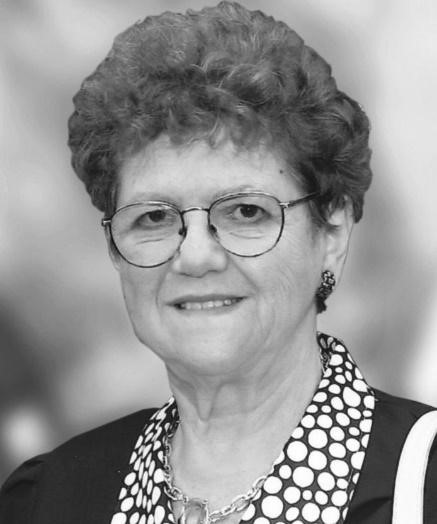
Zoe Apostolache Stoicescu

Doamna Zoe Apostolache Stoicescu s-a născut în Ploiești la 22 septembrie 1936 într-o familie în care setul principal de valori era educația, cultura și spiritualitatea.
Studiile primare și liceale îi deschid un univers fascinant, cel al științelor naturale în general și al biologiei în special, prin harul profesorului emerit Margareta Moșneaga.
În anul 1959 finalizează studiile Universității din București – Facultatea de Științe Naturale, secția biologie și revine în orașul natal parcurgându-și stagiul post-universitar ca cercetător biochimist la Centrul Epidemiologic.
Din 1962 devine muzeograf al Muzeului de Științele Naturii din Ploiești unde desfășoară intense activități de cercetare, activități muzeale și activități cultural-educative concretizate în numeroase lucrări științifice publicate în reviste de specialitate. În anul 1965 își începe activitatea în cadrul Comisiei Monumentelor Naturii a Academiei Române în calitate de custode onorific contribuind timp de un sfert de secol la protejarea rezervațiilor naturale existente și la extinderea acestora în aria subcarpatică.  
În 1970 devine directorul Muzeului de Științele Naturii din Ploiești  (preluând ștafeta de la Margareta Moșneaga) și contribuie la extinderea sa cu noi spații expoziționale specifice  în orașele Cheia, Slănic și Sinaia. 
În anul 1976 obține titlul de doctor în ecologie în urma susținerii tezei intitulate „Studiu toxonomic, zoo-geografic și ecologic al unor populații de gasteropode terestre din bazinul Teleajenului” realizată sub coordonarea Academicianului Nicolae BOTNARIUC. 
În 1982 elaborează împreună cu dr. Petre Neacșu primul „DICȚIONAR DE ECOLOGIE” apărut la Editura Științifică și Enciclopedică București, o lucrare monografică de referință pentru știința românească, pentru care primește în același an Premiul „Emil Racoviță” al Academiei Române.
Fondator în 1984 al „Muzeului Omului” de la Ploiești, doamna Zoe Apostolache Stoicescu își imprimă viziunea sa multiculturală și interdisciplinară (aproape un deceniu) întregului patrimoniu muzeal al Județului Prahova, conducând cu răspundere și Oficiul Județean pentru Patrimoniu Cultural Național Prahova. În calitate de director general al Complexului Muzeal Județean (ce reunește Muzeul de Artă, Muzeul de Istorie și Arheologie, Muzeul de Științe Naturale, case memoriale, etc.) în perioada 1982 – 1990, pune în valoare pe plan național și internațional, acest tezaur prin sute de expoziții permanente și temporare, simpozioane și sesiuni, articole și comunicări științifice, cărți și monografii.
Cele peste 100 de titluri apărute în volume și reviste de prestigiu stau mărturie în acest sens. Cele mai importamte activități externe sunt realizate în parteneriat cu Muzeul Național din Praga – Cehoslovacia (1972, 1976, 1979, 1985),  Muzeul Național din Berlin și Muzeul Igienei din Dresda – Germania (1980), Universitatea Lomonosov Moscova – Rusia (1978), Muzeul Omului Paris – Franța (1973, 1981) și Institutul Smithsonian, Washington – SUA (1982).
Pensionarea oficială din 1990 nu-i aduce nici pe departe liniștea binemeritată, ci o a doua tinerețe, devenind timp de un sfert de secol, între 1990 și 2015 una dintre figurile marcante ale activităților neguvernamentale, participând la zeci de proiecte culturale interdisciplinare cu o energie ieșită din comun. Demnă moștenitoare spirituală și materială (în calitate de nepoată) a patrimoniului Rudolf Sweitzer-Cumpăna, organizează timp de două decenii seminarii, expoziții, tipărește monografii realizate în colaborare cu critici de artă de prestigiu, care fac să scoată la lumină rolul și locul pictorului și profesorului care a fost mentor pentru generații de studenți în arta plastică românească și universală. 
O simplă parcurgere a titlurilor celor peste 100 de articole publicate ne zugrăvesc imaginea unui om de știință și de cultură cu vaste preocupări în varii domenii, cu o viziune de ansamblu interdisciplinară asupra lumii materiale și spirituale.
Aceeași imagine a personalității complexe a doamnei Zoe Apostolache Stoicescu reiese și din enumerarea titlurilor celor mai importante cărți realizate de-a lungul a cinci decenii de activitate științifică, muzeistică și culturală:
1981 – Monografia județului Prahova – colectiv
1982 – Dicționar de Ecologie – împreună cu Petre Neacșu
2003 – Zooterapie – leacuri cu animale – autor
2003 – Album cu opera pictorului Rudolf Sweitzer – Cumpăna – împreună cu Radu Ionescu
2005 – Dicționarul Enciclopedic al mediului – împreună cu Constantin Pârvu
2005 – Terminologie populară românească în medicină – împreună cu Ion Georgescu Vâște
2005 – Stihuri peste generații -  împreună cu Liana Dupont, Sabina Popa și Eliza Tomescu
2007 – Margareta Moșneaga, sensul unei vieți – autor
2014 – Frânturi de viață – monografie Rudolf Schweitzer – Cumpăna 
1998 – 2006 – C	inci TOMURI ale Caietelor Fundației Rudolf Schweitzer – Cumpăna
Ultima monografie a fost realizată împreună cu soțul, Gheorghe Apostolache, cel care i-a fost sprijin necondiționat întreaga viață.  
Destinul necruțător o răpește dintre noi în ziua de 28 iulie 2017.
Familia, discipolii, colaboratorii, colegii și oamenii de știință din țară și străinătate care au cunoscut-o și apreciat-o îi aduc astăzi un pios omagiu, păstrând-o veșnic în amintire așa cum a fost: O FLACĂRĂ VIE PE ALTARUL CUNOAȘTERII.